# 第39回ゴールデンラズベリー賞
第39回ゴールデンラズベリー賞は、2018年の映画で最低の作品に贈られる賞である。2019年1月21日にノミネートが発表され、同年3月4日に受賞結果が発表された。

## ノミネート一覧
太字が受賞である。
| 部門                         | 候補                                                                                     |
| ---------------------------- | ---------------------------------------------------------------------------------------- |
| 最低作品賞                   | ギャング・イン・ニューヨーク                                                             |
| 最低作品賞                   | パペット大騒査線 追憶の紫影                                                              |
| 最低作品賞                   | 俺たちホームズ&ワトソン                                                                  |
| 最低作品賞                   | フッド: ザ・ビギニング                                                                   |
| 最低作品賞                   | ウィンチェスターハウス アメリカで最も呪われた屋敷                                        |
| 最低主演男優賞               | ジョニー・デップ - 『名探偵シャーロック・ノームズ』                                      |
| 最低主演男優賞               | ウィル・フェレル - 『俺たちホームズ&ワトソン』                                           |
| 最低主演男優賞               | ジョン・トラヴォルタ - 『ギャング・イン・ニューヨーク』                                  |
| 最低主演男優賞               | ドナルド・トランプ - 『Death of a Nation』『華氏119』                                    |
| 最低主演男優賞               | ブルース・ウィリス - 『デス・ウィッシュ』                                                |
| 最低主演女優賞               | ジェニファー・ガーナー - 『ライリー・ノース -復讐の女神-』                               |
| 最低主演女優賞               | アンバー・ハード - 『ロンドン・フィールズ』                                              |
| 最低主演女優賞               | メリッサ・マッカーシー - 『パペット大騒査線 追憶の紫影』『ライフ・オブ・ザ・パーティー』 |
| 最低主演女優賞               | ヘレン・ミレン - 『ウィンチェスターハウス アメリカで最も呪われた屋敷』                   |
| 最低主演女優賞               | アマンダ・セイフライド - 『ジュディーを探して』                                          |
| 最低助演男優賞               | ジェイミー・フォックス - 『フッド: ザ・ビギニング』                                      |
| 最低助演男優賞               | リュダクリス - 『Show Dogs』                                                             |
| 最低助演男優賞               | ジョエル・マクヘイル - 『パペット大騒査線 追憶の紫影』                                   |
| 最低助演男優賞               | ジョン・C・ライリー - 『俺たちホームズ&ワトソン』                                        |
| 最低助演男優賞               | ジャスティス・スミス - 『ジュラシック・ワールド/炎の王国』                               |
| 最低助演女優賞               | ケリーアン・コンウェイ - 『華氏119』                                                     |
| 最低助演女優賞               | マーシャ・ゲイ・ハーデン - 『フィフティ・シェイズ・フリード』                            |
| 最低助演女優賞               | ケリー・プレストン - 『ギャング・イン・ニューヨーク』                                    |
| 最低助演女優賞               | ジャズ・シンクレア - 『スレンダーマン 奴を見たら、終わり』                               |
| 最低助演女優賞               | メラニア・トランプ - 『華氏119』                                                         |
| 最低監督賞                   | イータン・コーエン - 『俺たちホームズ&ワトソン』                                         |
| 最低監督賞                   | ケヴィン・コナリー - 『ギャング・イン・ニューヨーク』                                    |
| 最低監督賞                   | ジェームズ・フォーリー - 『フィフティ・シェイズ・フリード』                              |
| 最低監督賞                   | ブライアン・ヘンソン - 『パペット大騒査線 追憶の紫影』                                   |
| 最低監督賞                   | スピエリッグ兄弟 - 『ウィンチェスターハウス アメリカで最も呪われた屋敷』                 |
| 最低リメイク・パクリ・続編賞 | Death of a Nation                                                                        |
| 最低リメイク・パクリ・続編賞 | デス・ウィッシュ                                                                         |
| 最低リメイク・パクリ・続編賞 | 俺たちホームズ&ワトソン                                                                  |
| 最低リメイク・パクリ・続編賞 | MEG ザ・モンスター                                                                       |
| 最低リメイク・パクリ・続編賞 | フッド: ザ・ビギニング                                                                   |
| 最低スクリーンコンボ賞       | 2人の俳優とパペット全員 - 『パペット大騒査線 追憶の紫影』                                |
| 最低スクリーンコンボ賞       | ジョニー・デップと急速に落ちぶれていく彼のキャリア - 『名探偵シャーロック・ノームズ』    |
| 最低スクリーンコンボ賞       | ウィル・フェレルとジョン・C・ライリー - 『俺たちホームズ&ワトソン』                      |
| 最低スクリーンコンボ賞       | ケリー・プレストンとジョン・トラヴォルタ - 『ギャング・イン・ニューヨーク』              |
| 最低スクリーンコンボ賞       | ドナルド・トランプと彼の際限ないせこさ - 『Death of a Nation』『華氏119』                |
| 最低脚本賞                   | Death of a Nation                                                                        |
| 最低脚本賞                   | フィフティ・シェイズ・フリード                                                           |
| 最低脚本賞                   | ギャング・イン・ニューヨーク                                                             |
| 最低脚本賞                   | パペット大騒査線 追憶の紫影                                                              |
| 最低脚本賞                   | ウィンチェスターハウス アメリカで最も呪われた屋敷                                        |
| 名誉挽回賞                   | メリッサ・マッカーシー - 『ある女流作家の罪と罰』                                        |